# Cinéma de l'inquiétude morale
Le cinéma de l'inquiétude morale  est un courant du cinéma polonais dans les années 1976 - 1981. Le terme est inventé par le réalisateur Janusz Kijowski.

## Historique
Le courant est né en 1975 à Gdańsk lors du Forum des réalisateurs polonais. Andrzej Wajda et Krzysztof Zanussi reprochent aux autorités communistes d'enfreindre la liberté d'expression des cinéastes et d'interdire la discussion sur les problèmes socio-politiques actuels. Le courant est rejoint par des jeunes artistes formés par Wajda issus de l'École nationale de cinéma de Łódź. Le terme a été officiellement accepté pendant le séminaire international de la critique à Gdańsk en septembre 1979.
Le courant est lancé par le premier long métrage de Krzysztof Kieślowski Le Personnel réalisé en 1976. L'année suivante après la sortie de L'Homme de marbre d'Andrzej Wajda, le cinéma de l'inquiétude morale devient populaire et est rejoint par Agnieszka Holland et Feliks Falk,.
L'action des films de ce courant se passe en province. Les héros appartiennent à des institutions ou milieux marqués par la corruption et le népotisme.
(Le Contrat). Il en existe deux variétés de scénario. Dans la première, le héros principal est un jeune idéaliste, représentant de l'intelligentsia qui tente de s'opposer l'oligarchie locale mais subit finalement un échec (Acteurs provinciaux, Camouflage). Dans la seconde, le système démoralise le héros qui perd ses valeurs morales au profit du conformisme et se soumet aux autorités (Wodzirej, L'Amateur, Indeks). Dans les deux cas le héros devient malheureux et se voit exclure de la vie politique (Sans anesthésie) ou même sociale (Kobieta samotna).
Les films du cinéma de l'inquiétude morale sont caractérisés par une actualité relative du temps de l'action - depuis la fin des années 1960 jusqu' au 1980.
L'instauration de l'état de siège en Pologne le 13 décembre 1981 met un terme au courant.

## Principaux réalisateurs
- Piotr Andrejew (Klincz)
- Filip Bajon (Wahadełko)
- Feliks Falk (Wodzirej, Szansa)
- Agnieszka Holland (Acteurs provinciaux, Kobieta samotna)
- Krzysztof Kieślowski (Le Personnel, La Cicatrice, Le Calme, L'Amateur, Le Hasard)
- Janusz Kijowski (Kung-fu, Indeks)
- Barbara Sass (Bez miłości)
- Wiesław Sanieski (Wolny Strzelec)
- Andrzej Wajda (L'Homme de marbre, Sans anesthésie, Le Chef d'orchestre)
- Janusz Zaorski (Zaległy urlop, Pokój z widokiem na morze, Dziecinne pytania)
- Krzysztof Zanussi (Camouflage, La Constante, Le Contrat)
- Tomasz Zygadło (Ćma)